# Gråkloster (Slesvig)
 For alternative betydninger, se Gråbrødre Kloster. (Se også artikler, som begynder med Gråbrødre Kloster)
Gråkloster (tysk: Graukloster) var et kloster i Slesvig by. Klostret blev oprettet i 1232 (før var det en dansk kongsgård) og tilhørte franciskanerorden (gråbrødre). Det menes oprettet af kong Valdemar Sejr (Valdemar 2.) og hertug Abel. Klostret er viet til Sankt Paul. Efter reformationen blev klostret overtaget af byen. Kirken blev indrettet til rådhus, der i 1793 blev revet ned. Resten af klosteret har senere været anvendt som hospital.
Gråklostrets middelalderlige rester står endnu og kan ses tydeligt på bagsiden af det nuværende rådhus. Slesvigs nuværende rådhus med hertugdømmets stændersal opstod i 1800-tallet i forbindelse med det gamle klosteranlæg.